# Nasielsk
Nasielsk (wymowaⓘ) – miasto w Polsce, w województwie mazowieckim, w powiecie nowodworskim, siedziba gminy miejsko-wiejskiej Nasielsk, położone 50 km na północ od Warszawy, nad Nasielną, w dawnej ziemi zakroczymskiej historycznego Mazowsza.
30 czerwca 2015 miasto zamieszkiwało 7640 osób.

## Demografia

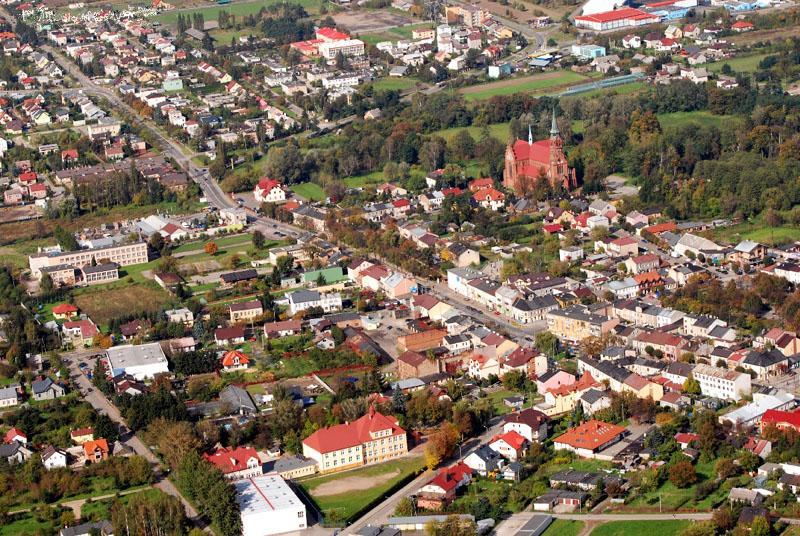
Widok miasta z lotu ptaka

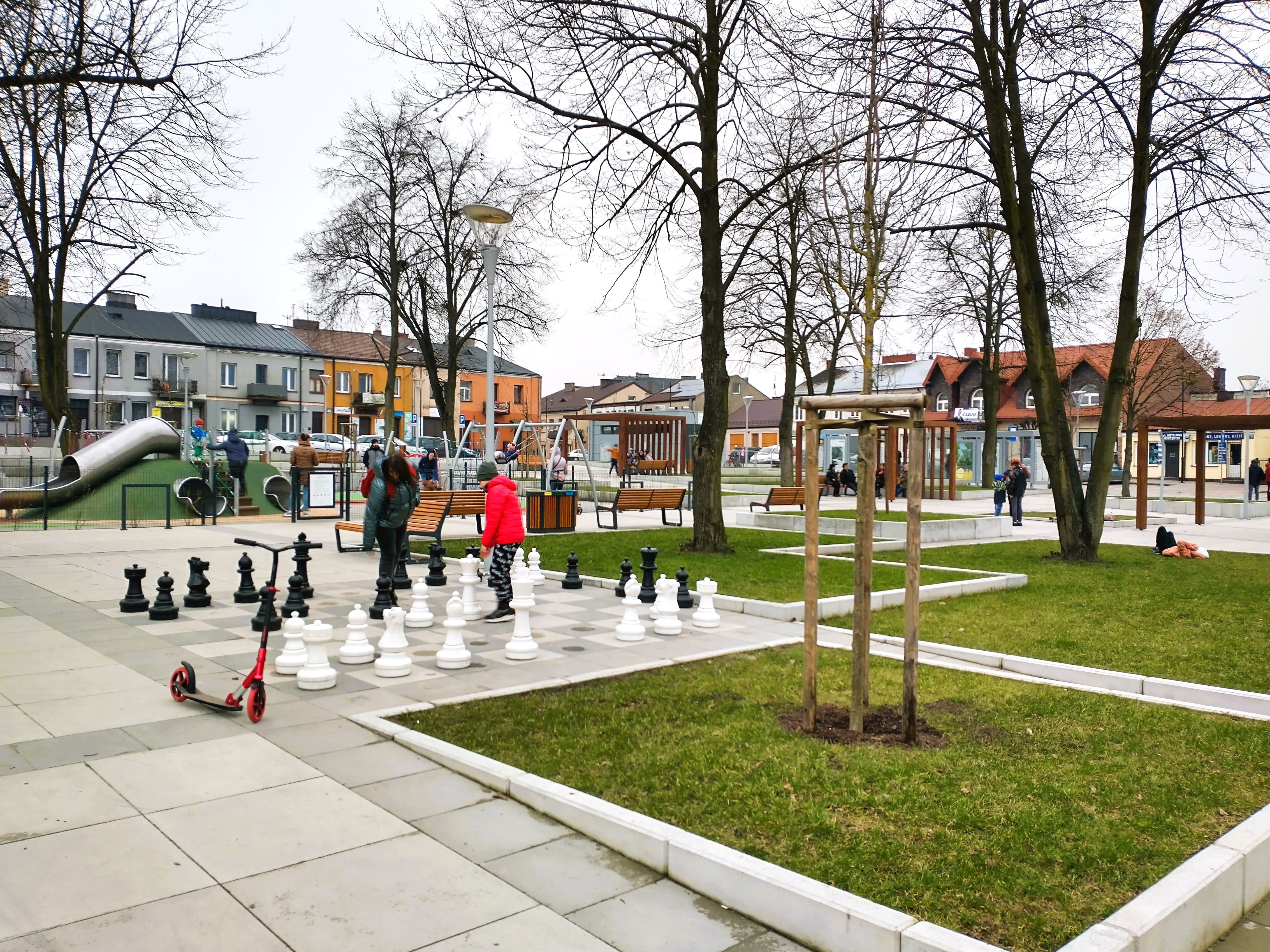
Fragment Rynku

Ludność Nasielska na przestrzeni ostatnich 230 lat.

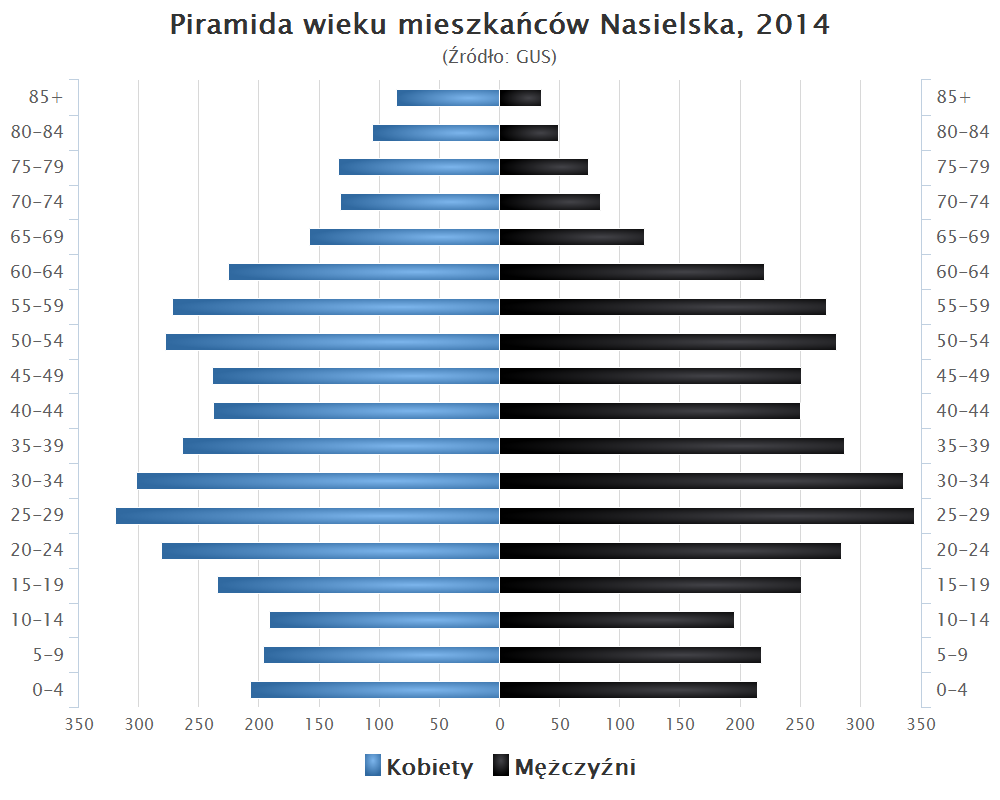
Piramida wieku mieszkańców Nasielska w 2014 roku

## Historia

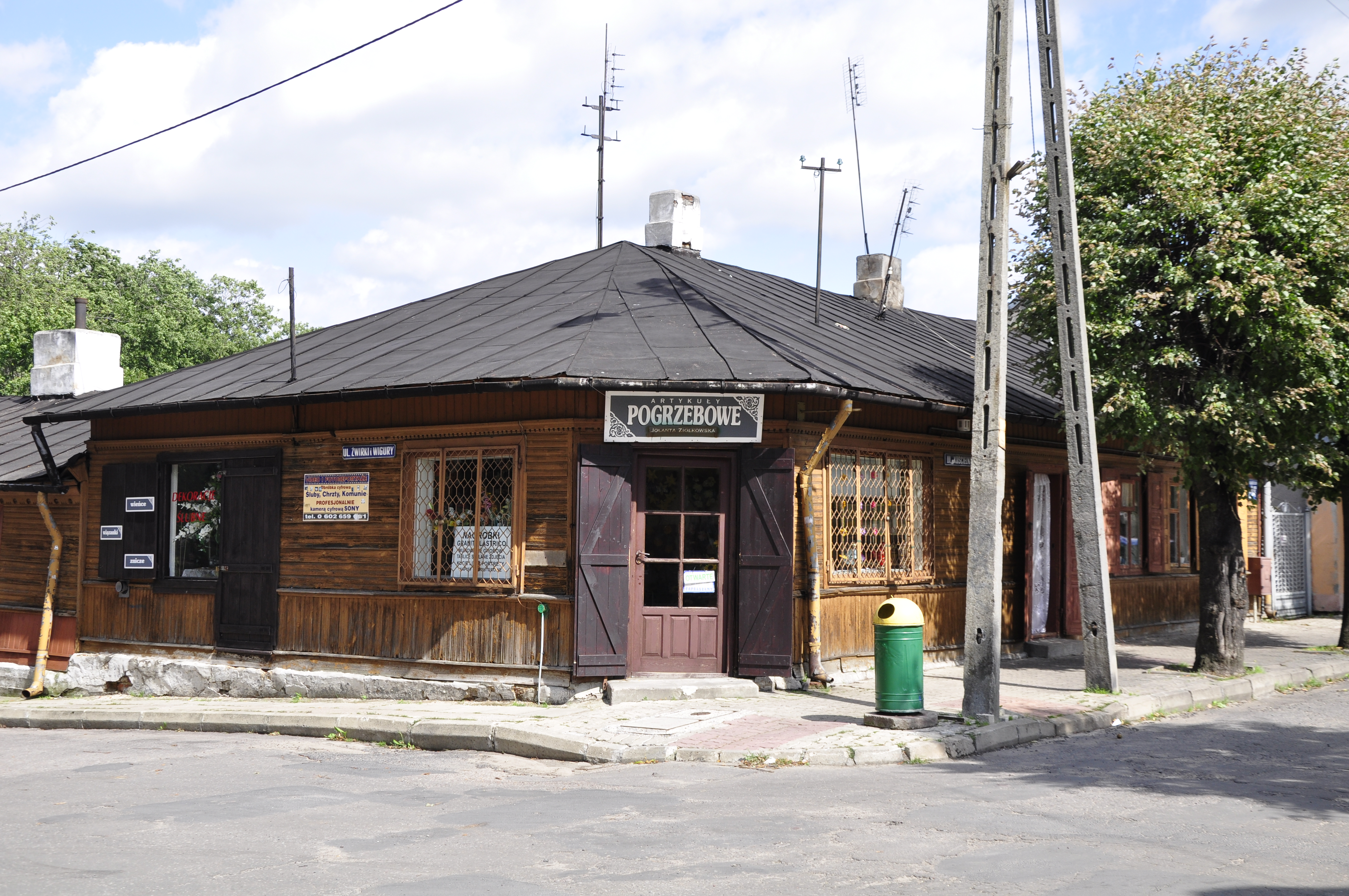
Drewniany budynek naprzeciwko kościoła

### Nazwa
Formy zapisu nazwy miasta używane w historycznych dokumentach:
Nasilzco, Nosidlsk, Nosylsk, Nosydlsk, Nosielsk, Nosselia, Nosidlsko, Nasidlsko, Nosilsko, Nasilsko, Nasylsco.

### Kalendarium
- ok. 835-850 roku zbudowano wał grodu[5]
- 1065 – pierwsza wzmianka o grodzie, położonym w pobliżu osady targowej Nosidlsk, zawarta w tzw. „Falsyfikacie mogileńskim”, wystawionym przez króla Bolesława Szczodrego dla wielkopolskiego opactwa benedyktyńskiego w Mogilnie, z którego wynika, iż nasielski zespół osadniczy pełnił funkcję obronną oraz stanowił centrum administracyjne i handlowe.
- 1155 – dokument, spisany w kancelarii Bolesława Kędzierzawego, świadczący o istnieniu warowni w Nasielsku – władca nadał część Nasielska (Nową Wieś) klasztorowi w Czerwińsku.
- 1232 – dokument wydany przez papieża Grzegorza IX potwierdził swobody nadane kościołowi w Płocku przez księcia mazowieckiego Konrada.
- 1257 – książę mazowiecki Siemowit I przekazał 1/3 grodu (tzw. wieś kościelną – wieś Koski graniczącą z polami nasielskiego grodu) na własność klasztorowi w Czerwińsku.
- 1297 – wiadomość o istnieniu kasztelana nasielskiego, którym był „comes Thomas castellanus de Nosylk”; pierwszy dokument mówiący o istnieniu kasztelanii nasielskiej, czyli przedstawicielstwa władzy monarszej.
- 1324 – pierwszy zapis imienia plebana nasielskiego – był to Wojsław; w 1344 roku plebanem był Bartek.
- 11 listopada 1386 – książę mazowiecki Janusz I nadał pozostałą część miasta książęcego Nasielska (2/3 Nasielska) – civitas Nostra Nosielsko, na własność swemu rycerzowi Jakuszowi (Jakubowi) z Radzanowa, zwanemu Białym. Nowy właściciel pochodził z rodu Prawdziców (od niego wywodzi się herb Nasielska – „Prawdzic”) i po otrzymaniu miasta zaczął pisać się jako Jakusz Biały z Nasielska; w XV wieku został on kasztelanem ciechanowskim. Przeniesieniu własności towarzyszyło nadanie mu tzw. prawa miejskiego chełmińskiego. W rękach tej rodziny Nasielsk pozostał do 1647.
- 1440 – pożar miasta i drewnianego kościoła św. Wojciecha.
- 1445 – zbudowano w części klasztornej Nasielska nowy, murowany kościół św. Wojciecha (budowany wspólnie przez opata czerwińskiego Andrzeja i proboszcza nasielskiego Pawła).
- 1476 – pierwsza notatka o nauczycielu w Nasielsku, był nim Szczepan z Czajkowa.
- 1513 – papież Leon X dokonał inkorporacji (włączenia) probostwa nasielskiego do klasztoru w Czerwińsku; od tej chwili do 1819 parafia nasielska stała się parafią zakonną.
- 1532 – król Zygmunt I Stary przekazał Nasielsk Janowi Nosielskiemu, podskarbiemu ziemi zakroczymskiej.
- 1647–1795 – Nasielsk znajdował się w rękach rodziny Wesselów – pierwszym właścicielem był Jan Wessel, starosta ostrowski.
- połowa XVIII w. – została zbudowana synagoga.
- 1741 – ponowna konsekracja nasielskiego kościoła św. Wojciecha (po remoncie) dokonana przez opata ks. biskupa Marcina Załuskiego, biskupa płockiego.
- 1779 – król Stanisław August Poniatowski potwierdził na prośbę mieszczan przywileje ustanawiające dni odbywania targów i jarmarków, otrzymane od królów: Zygmunta I, Władysława IV i Jana III Sobieskiego.
- 1795 – w wyniku III rozbioru Rzeczypospolitej miasto zostało włączone do Prus, i znalazło się na obszarze zaboru pruskiego; nowym właścicielem Nasielska został hrabia Stanisław Dąmbski (zm. 1809), ostatni wojewoda brzeskokujawski.
- 1806 – pod Nasielskiem stoczono bitwę między francuską armią marszałka Davouta a wojskami rosyjskimi.
- 1815 – po upadku Księstwa Warszawskiego, decyzją kongresu wiedeńskiego miasto znalazło się w zaborze rosyjskim w granicach Królestwa Kongresowego.
- 1834 – Bank Polski wykupił w banku w Berlinie miasto Nasielsk, zastawione przez hrabiego Stanisława Dembskiego; w 1838 sprzedał je Józefowi Koźmińskiemu.
- 1845 – Józef Koźmiński odsprzedał Nasielsk Aleksandrowi Kurtzowi.
- 1847 – Żydzi, broniąc się przed monopolizacją wyrobu wódki w rękach właścicieli feudalnych miasta, zbuntowali się, pobili strażników miejskich i domagali się zniesienia ograniczeń w produkcji wódki, co spowodowało wezwanie wojska w celu zaprowadzenia porządku – w aktach wypadek ten zanotowano jako tzw. „bunt starozakonnych”.
- 1866 – usamodzielnienie miasta – do tego roku Nasielsk był w rękach prywatnych.
- 1868, 1891 i 1894 – trzy pożary, które zniszczyły zabudowę centrum i rynku.
- 1877 – otwarcie linii kolejowej z Warszawy przez Nasielsk do Gdańska.
- 1880 – władze miasta zdecydowały o rozbiórce drewnianej synagogi i wzniesieniu na jej miejscu murowanej.
- 1918 – powrót miasta w granice niepodległej Rzeczypospolitej.
- 1920 – pod Nasielskiem toczyły się walki z bolszewikami podczas Bitwy Warszawskiej.

- 1924 – oddanie do użytku linii kolejowej Nasielsk-Toruń.
- 1938 – amerykańscy Żydzi pochodzący z Nasielska, David i Lena Kurtz, nakręcili w mieście kolorowy film przedstawiający jego domy i mieszkańców; jest to jeden z niewielu kolorowych filmów nakręconych w Polsce przed II wojną światową; film znajduje się w Muzeum Holokaustu w Waszyngtonie[6].
- wrzesień 1939 – styczeń 1945 – miasto i gmina Nasielsk znajdowały się pod okupacją niemiecką w granicach tzw. rejencji ciechanowskiej.
- grudzień 1939 – ok. 3000 Żydów z Nasielska zostało w ciągu dwóch dni wywiezionych do gett i obozów. Wojnę przeżyło ok. 80 z nich.
- 1946–1951 – w okolicach Nasielska w ramach podziemia niepodległościowego działał oddział Jana Kmiołka „Wira”.
- październik 1950 – otwarcie linii kolei wąskotorowej łączącej Nasielsk z Pułtuskiem.
- W latach 1975–1998 miasto administracyjnie należało do województwa ciechanowskiego.

### Zmiana liczby ludności
Przykładowa liczba ludności miasta Nasielska:
- 1777 – 129 dymów (domostw) i około 774 mieszkańców
- 1797 – 157 dymów (domostw) i około 942 mieszkańców
- 1808 – 2242 mieszkańców
- 1810 – 2197 mieszkańców
- 1827 – 3050 mieszkańców (w tym 2212 Żydów)
- 1857 – 3337 mieszkańców
- 1872 – 6218 mieszkańców
- 1885 – 4824 mieszkańców (w tym 3551 Żydów)
- 1897 – 4693 mieszkańców
- 1908 – 6353 mieszkańców
- 1921 – 5030 mieszkańców
- 1931 – ok. 6000 mieszkańców
- 1939 – ok. 7000 mieszkańców
- luty 1946 – 4028 mieszkańców

Przykładowa liczba ludności gminy Nasielsk:
- 1931 – 10 510 mieszkańców
- 1939 – ok. 12 000 mieszkańców
- 1946 – 9351 mieszkańców

### Fakty z historii miasta
W latach 835–850 zbudowano najstarszy wał grodu w Nasielsku. Z badań dendrochronologicznych wynika, że wał był przebudowany po 871 roku.
Nazwa Nasilzco pojawiła się po raz pierwszy w tzw. falsyfikacie mogileńskim z 1155 roku – był to dokument książęcy opisujący nadania dla klasztoru benedyktynów w Mogilnie, wystawiony rzekomo w roku 1065. Miejscowość wymieniono także w dokumencie Bolesława Kędzierzawego z roku 1155, tym razem pod nazwą Nasidlzk. W roku 1257 Siemowit, książę mazowiecki nadał trzecią część Nasielska klasztorowi w Czerwińsku.
W 1532 król Zygmunt I Stary ustanowił w Nasielsku targ tygodniowy, który miał się odbywać w każdy poniedziałek (później przeniesiony na niedzielę, a następnie dodano drugi targ – w środę) oraz 3 doroczne jarmarki, wyznaczone na św. Wojciecha, św. Jakuba Apostoła i św. Barbarę. Obecnie targi nie odbywają się w dni ustalone historycznie, gdyż mają one miejsce w każdy wtorek i piątek przy ulicy Lipowej oraz Tylnej.
W 1837 wprowadzono w Nasielsku pierwsze latarnie uliczne.
W 1844 odkryto srebrny skarb wczesnośredniowieczny, świadczący o udziale Nasielska także w handlu międzynarodowym; nie zachowały się informacje o wielkości tego skarbu.
W opisie z 1847, zawartym w księdze hipotecznej miasta Nasielska, powierzchnię miasta określono następująco: „Miasto Nasielsk ma ogólnej rozległości: włók 24, morgów 21, prętów 171”.
W 1885 w Nasielsku było 229 domów (w tym 16 murowanych), 9 garbarni, fabryka octu, 2 młyny wodne przy grobli, 2 wiatraki, 9 zdunów i 121 szewców.
Główną osią komunikacyjną Nasielska była droga prowadząca z Serocka do Nowego Miasta; obecnie jest to również główny trakt komunikacyjny – tworzy go ciąg ulic: Warszawska, Kilińskiego, Kościuszki i Płońska.
4 lutego 1905 chłopi w gminie Nasielsk zażądali wprowadzenia jako urzędowego języka polskiego w gminie i odmówili podpisania protokołu zebrania, gdyż wójt nie zgodził się napisać go po polsku; było to pierwsze wystąpienie w powiecie pułtuskim w ramach rewolucji 1905 roku.
Obecny kościół św. Wojciecha z początku XX wieku, projektował i budował inż. Józef Pius Dziekoński, znany budowniczy wielu kościołów na Mazowszu i w Polsce (np. katedra św. Floriana diecezji warszawsko-praskiej, kościół farny w Białymstoku).
W 1927 otwarto w Nasielsku średnią szkołę handlową.
W 1937 miał miejsce strajk w nasielskiej fabryce guzików – fabryka ta zaspokajała potrzeby krajowe, jak również produkty były wysyłane za granicę.
Do jesieni 1940 roku siedzibą gminy była wieś Chrcynno, później Niemcy przenieśli ją do miasta Nasielska.
10 kwietnia 1940 aresztowany i wywieziony do obozu został Feliks Rostkowski, długoletni burmistrz Nasielska (jako jeden z nielicznych przeżył obóz i powrócił do Nasielska).
W latach 1941–1943 w Nasielsku w domu piętrowym z podwórzem o powierzchni 1500 m² przy ul. Berka Joselewicza (obecnie ul. Starzyńskiego – teren byłej mleczarni i teren Liceum Ogólnokształcącego) znajdował się obóz pracy nieistniejący w niemieckim wykazie obozów pracy.
Tajne nauczanie we wsi Ruszkowo gm. Nasielsk w czasie wojny prowadziła Maria Sienkiewicz, siostrzenica Henryka Sienkiewicza (zmarła pod koniec okupacji i została pochowana na cmentarzu w Cieksynie gm. Nasielsk).
W mieście podczas okupacji hitlerowskiej działały m.in. oddziały 1 batalionu Armii Ludowej „Ziemi Płockiej” i 5 batalionu Armii Ludowej „Narew” z brygady „Synowie Ziemi Mazowieckiej”.
Straty osobowe miasta i gminy Nasielsk w czasie hitlerowskiej okupacji wyniosły 6650 osób, tj. 35% ogółu ludności.

## Gospodarka
Ośrodek usługowy i przemysłowy. W mieście znajduje się chłodnia należąca do firmy PPHU „KAM-POL” Import – Eksport Piotr Furmański oraz dawna odlewnia aluminium i stopów.

## Transport

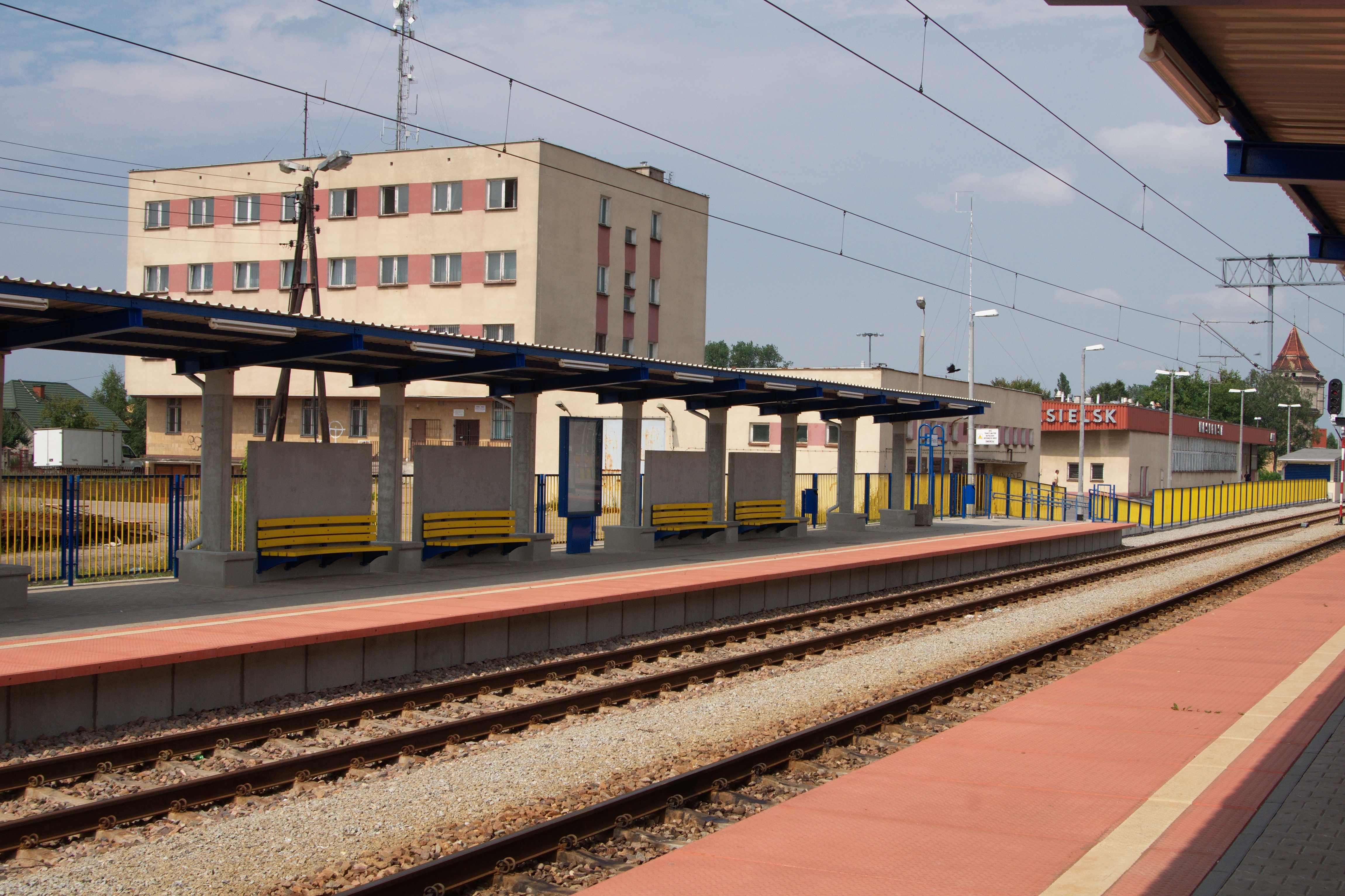
Stacja kolejowa Nasielsk widok na północ

Znaczący węzeł drogowy i kolejowy (dworzec w Mogowie).

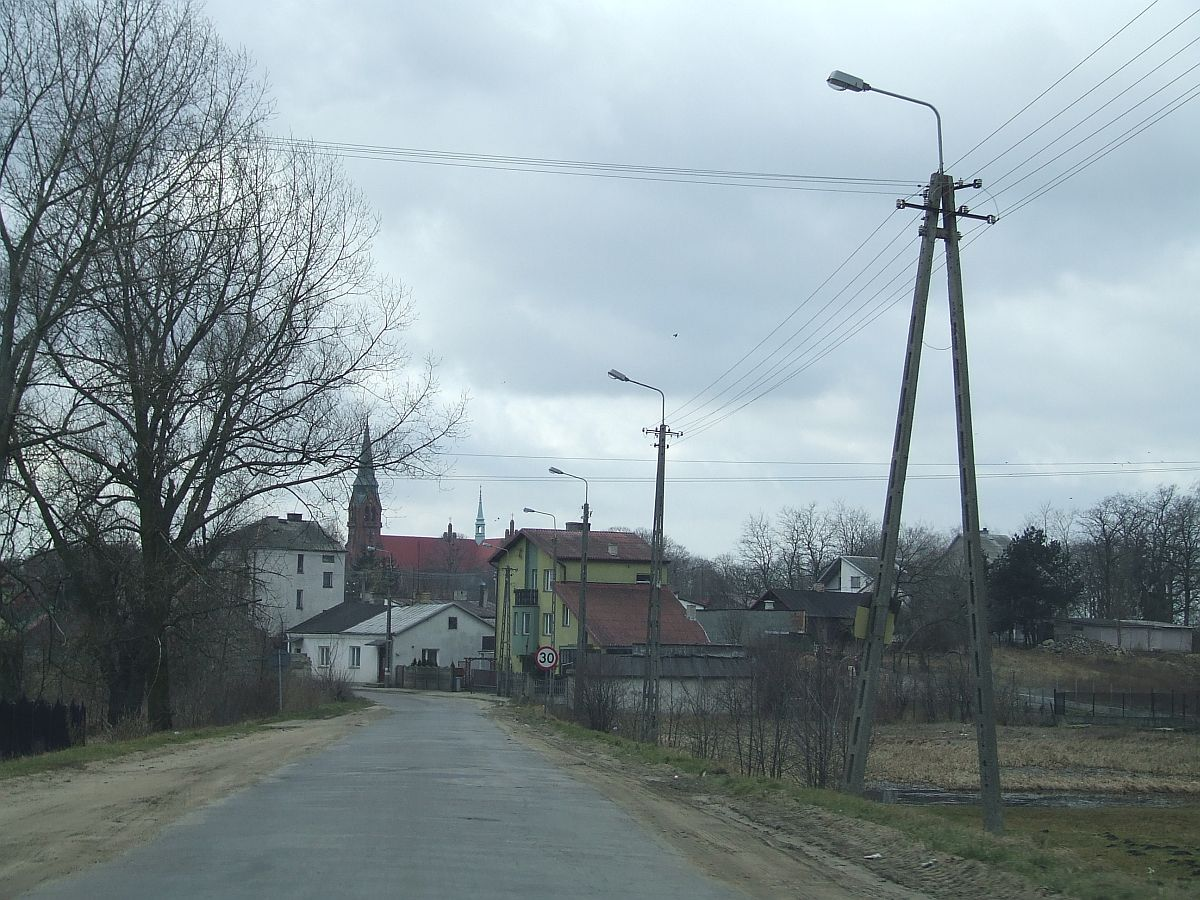
Wjazd do miasta od północy

Linie kolejowe, łączą stację Nasielsk z innymi miastami:
- 9 Warszawa Wschodnia – Gdańsk Główny
- 27 Nasielsk – Toruń Wschodni
- Nasielsk – Pułtusk (zlikwidowana linia wąskotorowa)

W mieście krzyżują się drogi wojewódzkie:
- 571 kierunek Naruszewo – Nasielsk – Winnica – Pułtusk
- 632 kierunek Płońsk – Nowe Miasto – Nasielsk – Legionowo – Marki – Warszawa
- 622 kierunek Nasielsk – Borowa Góra

### Lądowisko
Około 5 km na południowy wschód od miasta funkcjonuje lądowisko Chrcynno.

## Architektura

### Zabytki
- kościół św. Wojciecha (neogotycki) z początku XX w.
- plebania z XVI/XVII w.
- baszta (dawna transformatorownia)

## Kultura
- Nasielski Ośrodek Kultury
- Kino „Niwa” – projekcje filmów w technice 3D
- Miejsko-Gminna Biblioteka Publiczna w Nasielsku (otwarta w 1945 roku).

### Inne organizacje pozarządowe
- Skafander Stowarzyszenie Artystyczno-Społeczne
- Stowarzyszenie Aktywny i Czysty Nasielsk
- Stowarzyszenie na Rzecz Ochrony Zwierząt Nasielsk
- Stowarzyszenie Dolina Wkry

## Religia
Kościół katolicki
- parafia św. Wojciecha

Świadkowie Jehowy
- zbór Nasielsk (Sala Królestwa)[8]

- zbór Kościoła Bożego

.

## Sport i rekreacja
W mieście działa klub sportowy MLKS „Żbik Nasielsk”. Klub posiada również drużynę kobiecą, grającą w III lidze kobiet. W 2016 roku piłkę nożną trenuje około 250 zawodników w różnym wieku. Ponadto klub posiada sekcję tenisa stołowego, brydża sportowego i szachów. Prezesem „Żbika” jest Marek Prusinowski. Znajdują się również dwa kluby atletyczne „TKKF Spartakus Nasielsk”, „MKS Power 2005 Nasielsk” (obydwa Trójbój Siłowy i Wyciskanie Leżąc). W gminie Nasielsk działa także amatorska organizacja, która ma na celu zachęcić i skupić lokalną społeczność do uprawiania i promocji sportu – „Nasielsk-Baszta Bike Team”, a od 19 października 2017 r. działa jako 'Stowarzyszenie Nasielsk Baszta Team”.